# ويليام برتراند
ويليام برتراند (بالفرنسية: William Bertrand)‏ هو سياسي فرنسي، ولد في 9 نوفمبر 1881 في فرنسا، وتوفي في 7 ديسمبر 1961 في ماين ولوار في فرنسا. حزبياً، نشط في Republican, Radical and Radical-Socialist Party ‏. وقد انتخب عضو مجلس الشيوخ في الجمهورية الفرنسية الثالثة وانتخب نائب فرنسي.